# アクアマン/失われた王国
『アクアマン/失われた王国』（アクアマン うしなわれたおうこく、Aquaman and the Lost Kingdom）は、DCコミックスの同名のスーパーヒーローをベースにした、2023年のアメリカ合衆国のスーパーヒーロー映画。監督はジェームズ・ワン、脚本はデヴィッド・レスリー・ジョンソン＝マクゴールドリックが務め、ジェイソン・モモア、パトリック・ウィルソン、アンバー・ハードらが出演する。2018年の『アクアマン』の続編であり、「DCエクステンデッド・ユニバース」の第15作目であり、これが最終作となった。

## ストーリー
4年前、地上攻撃を企てた異父弟オームを倒し、アトランティス王国の王となったアーサーは、隣国ゼベルの王女メラと結婚し、王の仕事や海賊退治の合間に地上の父の家で０才児の長男アーサー・ジュニアの子育てに励んでいた。
同じ頃、アーサーを父の仇と狙うケインは海賊軍団を率いてアトランティス王国を探していた。その過程で、南極の氷に封じ込められた謎の王国と黒い鉾を発見するケイン。鉾の邪悪な思念に囚われたケインは、謎の王国の科学力を駆使してアトランティス王国を急襲し、古代の危険なエネルギー源である鉱物オリカルクムを奪い去った。
オリカルクムの精錬で発生する温室効果ガスによって、地上は異常気象に見舞われ海底王国では疫病が蔓延した。ケインの居場所を探るために、ケインに詳しいオームを魚人王国の牢獄から脱獄させるアーサー。海底王国の危機と聞いて厭々ながら同行するオーム。
オームの案内で海賊の溜まり場である「深淵の砦」を訪れ、半ば強引にケインの隠れ家を聞き出すアーサー。南太平洋の休火山「悪魔の深奥」へ急いだアーサーとオームは、オリカルクムの精錬所を発見し、ネレウス王の支援で破壊したが、ケインと海賊軍団は逃走した。
戦いの中で黒い鉾に触れ、伝わって来た思念によって、鉾の由来が、かつて存在した第７の海底王国「ネクラス」である事を知るオーム。ネクラスのコーダックス王はオリカルクムのパワーで覇権を狙い、黒い鉾を作り上げて自らと国民を魔物に変えた。しかし、コーダックスはアトランティスのアトラン王に破れ、ネクラスは永久凍結されて歴史から消え去った。
コーダックスの邪念に取り憑かれたケインは、ネクラス王国に掛けられた封印の魔術を解く鍵である「王家の血」を求めて、地上の灯台守の家を襲い、赤ん坊のアーサー・ジュニアを連れ去った。我が子を取り返すために、オームや海底王国の味方たちと共に南極のネクラス王国に向かうアーサーとメラ。
死闘の末にアーサー・ジュニアを救い出すアーサーとメラ。ネクラスの邪念はオームに乗り移り、傷を負ったアーサーの血によって封印の魔術は解けかけた。だが、アーサーは兄弟としてオームの心に呼びかけて黒い鉾を手放させ、復活しかけたコーダックス王を消滅させた。
ケインはアーサーの助けを拒否して、氷の亀裂に落ちて行った。海底王国の評議会を従わせてアトランティス王国の存在を地上に知らせ、国連への加盟を求めるアーサー。魚人王国から憎まれているオームは戦死したと偽って自由を得た。

## 登場人物
アーサー・カリー / アクアマン
演 - ジェイソン・モモア、日本語吹替 - 安元洋貴
アトランティス帝国の元女王であるアトランナと、人間の父との間に生まれ、超音速で泳ぎ、海に住む生物とコミュニケーションを取ることができるアトランティス帝国の半人間の王。
オーム
演 - パトリック・ウィルソン、日本語吹替 - 中村悠一
アトランティス帝国の元王であり、前作では「オーシャンマスター」と名乗っていた。アーサーとは異父兄弟の関係にある。本作では投獄されていたが、ブラックマンタに対抗するためアーサーと手を組む。
メラ
演 - アンバー・ハード、日本語吹替 - 田中理恵
海底国ゼベルの王女でネレウス王の娘。水を操り、高い戦闘能力を持つ。テレパシーで他のアトランティス人と通信することができる。
デイビッド・ケイン / ブラックマンタ
演 - ヤーヤ・アブドゥル＝マティーン2世、日本語吹替 - 濱野大輝
無慈悲な海賊で傭兵。前作で父ジェシーを失い、アーサーへの復讐に燃える。アトランティス製のスーツを使用している。
アトランナ
演 - ニコール・キッドマン、日本語吹替 - 沢城みゆき
アトランティスを治めていた前女王。アーサーとオームの母親。
ネレウス王
演 - ドルフ・ラングレン、日本語吹替 - 広瀬彰勇
海底国ゼベルの王で、メラの父親。
スティーブン・シン博士
演 - ランドール・パーク、日本語吹替 - 河本邦弘
アトランティス帝国の存在を信じる科学者。
トム・カリー
演 - テムエラ・モリソン、日本語吹替 - 丸山壮史
アーサーの父親で灯台守。
アトラン王
演 - ヴィンセント・リーガン、日本語吹替 - 石田圭祐
アトランティス帝国の初代王。前作では、グレアム・マクタヴィッシュが演じていた。
ブライン王
声 - ジョン・リス＝デイヴィス、日本語吹替 - 斎藤志郎
甲殻類（ブライン）の王。
スティングレイ
演 - ジャニ・ザオ、日本語吹替 - 杉本ゆう
レディ・カーション
演 - インディア・ムーア、日本語吹替 - 佐竹海莉
キング・フィッシュ
声 - マーティン・ショート、日本語吹替 - 茶風林
コーダックス
演 - ピルウ・アスベック、日本語吹替 - 山路和弘
ブラック・トライデントの創造者であり、アトラン王の弟。

## 公開
『アクアマン／失われた王国』は、2024年1月12日に日本で公開される予定。

## 評価
Rotten Tomatoesによれば、213件の評論のうち高評価は33%にあたる71件で、平均点は10点満点中4.9点、批評家の一致した見解は「ジェイソン・モモアは相変わらず有能で献身的な主演男優だが、DCの熱狂的なファンですら『アクアマン/失われた王国』はお馴染みの展開に留まっていると感じるかもしれない。」となっている。
Metacriticによれば、43件の評論のうち、高評価は8件、賛否混在は24件、低評価は11件で、平均点は100点満点中42点となっている。